# Idotea danai
Idotea danai är en kräftdjursart som beskrevs av Edward John Miers 1881.
Idotea danai ingår i släktet Idotea och familjen tånglöss. Inga underarter finns listade i Catalogue of Life.